# Collegio uninominale Marche - 02 (Camera dei deputati 2017)
Il collegio elettorale uninominale Marche - 02 è stato un collegio elettorale uninominale della Repubblica Italiana per l'elezione della Camera tra il 2017 ed il 2022.

## Territorio
Come previsto dalla legge elettorale italiana del 2017, il collegio era stato definito tramite decreto legislativo all'interno della circoscrizione Marche.
Era formato dal territorio di 25 comuni: Civitanova Marche, Falerone, Fermo, Francavilla d'Ete, Loreto, Massa Fermana, Montappone, Monte San Giusto, Monte San Pietrangeli, Monte Urano, Monte Vidon Corrado, Montecosaro, Montegiorgio, Montegranaro, Montelupone, Morrovalle, Porto Recanati, Porto San Giorgio, Porto Sant'Elpidio, Potenza Picena, Rapagnano, Recanati, Sant'Elpidio a Mare, Servigliano e Torre San Patrizio.
Il collegio era quindi compreso tra le province di Fermo, Macerata e Ancona.
Il collegio era parte del collegio plurinominale Marche - 01.

## Eletti
| Elezione | Elezione | Deputato          | Partito            |
| -------- | -------- | ----------------- | ------------------ |
|          | 2018     | Mirella Emiliozzi | Movimento 5 Stelle |

## Dati elettorali

### XVIII legislatura
Come previsto dalla legge elettorale, 232 deputati erano eletti con sistema a maggioranza relativa in altrettanti collegi uninominali a turno unico.
| Candidati              | Candidati                   | Voti    | %     | Liste                                | Voti    | %     |
| ---------------------- | --------------------------- | ------- | ----- | ------------------------------------ | ------- | ----- |
|                        | Mirella Emiliozzi ✔️ Eletto | 57 644  | 37,18 | Movimento 5 Stelle                   | 57 644  | 37,18 |
|                        | Giuseppe Cognigni           | 54 857  | 35,38 | Lega                                 | 28 008  | 18,07 |
| Forza Italia           | Giuseppe Cognigni           | 54 857  | 35,38 | 16 005                               | 10,32   |       |
| Fratelli d'Italia      | Giuseppe Cognigni           | 54 857  | 35,38 | 8 823                                | 5,69    |       |
| Noi con l'Italia - UDC | Giuseppe Cognigni           | 54 857  | 35,38 | 2 021                                | 1,30    |       |
|                        | Paolo Petrini               | 32 032  | 20,66 | Partito Democratico                  | 28 564  | 18,42 |
| +Europa                | Paolo Petrini               | 32 032  | 20,66 | 2 384                                | 1,54    |       |
| Italia Europa Insieme  | Paolo Petrini               | 32 032  | 20,66 | 614                                  | 0,40    |       |
| Civica Popolare        | Paolo Petrini               | 32 032  | 20,66 | 470                                  | 0,30    |       |
|                        | Marco Vallesi               | 4 013   | 2,59  | Liberi e Uguali                      | 4 013   | 2,59  |
|                        | Maddalena Cosenza           | 1 879   | 1,21  | CasaPound                            | 1 879   | 1,21  |
|                        | Daniele Rossini             | 1 632   | 1,05  | Potere al Popolo!                    | 1 632   | 1,05  |
|                        | Ruza Anic                   | 1 550   | 1,00  | Il Popolo della Famiglia             | 1 550   | 1,00  |
|                        | Maurizio Giusepponi         | 1 222   | 0,79  | Partito Comunista                    | 1 222   | 0,79  |
|                        | Sonia Simone Leontina       | 206     | 0,13  | Lista del Popolo per la Costituzione | 206     | 0,13  |
| Totale                 | Totale                      | 155 035 | 100   |                                      | 155 035 | 100   |
|                        |                             |         |       |                                      |         |       |
| Voti non validi        | Voti non validi             | 4 648   | 2,91  |                                      |         |       |
| Votanti                | Votanti                     | 159 683 | 76,57 |                                      |         |       |
| Elettori               | Elettori                    | 208 541 |       |                                      |         |       |